# Provincia di Bajanhongor
La provincia di Bajanhongor è una provincia (ajmag) della Mongolia, comprende un versante dei Monti Hangaj a nord e del Gov'-Altaj, più una striscia aridissima al confine con la Cina a sud.
Confina a sud con la Mongolia interna (Cina), ad est con le province del Ômnôgov’ e del Ôvôrhangaj, a nord con quelle dell'Arhangaj e ad ovest con quelle del Gov’-Altaj e del Zavhan.
All'interno della provincia si trovano i laghi salati di Orog Nuur e Boon Tsagaan Nuur (Bon Cagan Nur) che, anche se si stanno lentamente prosciugando come del resto la maggior parte dei bacini lacustri dell'Asia e dell'Oceania (fatto evidenziato spesso dagli esperti in questi ultimi anni), continuano ad essere sufficientemente alimentati dal fiume Baydrag e da sorgenti sotterranee. La presenza di tali sorgenti, sempre a detta degli studiosi della crosta terrestre, è spiegata dal sottosuolo granitico, di cui è formata la zona, che riesce a trattenere la poca acqua che cade ogni due o tre anni.
La pastorizia nomade è l'unica risorsa della regione.

## Geografia antropica

### Suddivisioni amministrative
La provincia di Bajanhongor è suddivisa nei seguenti distretti (sum):

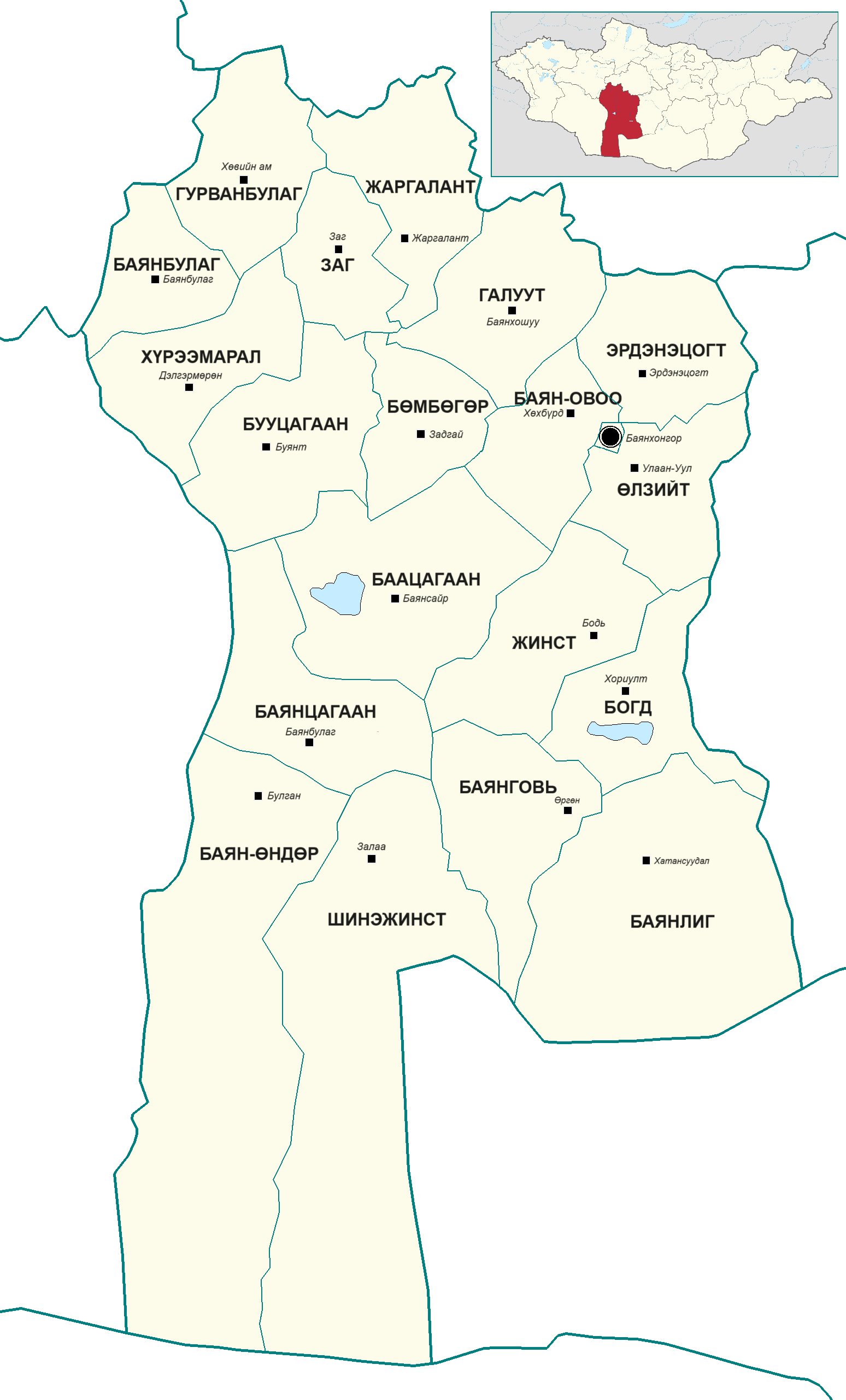
I sum della provincia di Bajanhongor (nella traslitterazione anglosassone)

| Sum                      | Mongolo     |
| Distretto di Baacagaan   | Баацагаан   |
| Distretto di Bajanbulag  | Баянбулаг   |
| Distretto di Bajanhongor | Баянхонгор  |
| Distretto di Bajangov'   | Баянговь    |
| Distretto di Bajanlig    | Баянлиг     |
| Distretto di Bajan-Ovoo  | Баян-Овоо   |
| Distretto di Bajan-Ôndôr | Баян-Өндөр  |
| Distretto di Bajancagaan | Баянцагаан  |
| Distretto di Bogd        | Богд        |
| Distretto di Bômbôgôr    | Бөмбөгөр    |
| Distretto di Buucagaan   | Бууцагаан   |
| Distretto di Ėrdėnėcogt  | Эрдэнэцогт  |
| Distretto di Galuut      | Галуут      |
| Distretto di Gurvanbulag | Гурванбулаг |
| Distretto di Hùrėėmaral  | Хүрээмарал  |
| Distretto di Ôlzijt      | Өлзийт      |
| Distretto di Šinėžinst   | Шинэжинст   |
| Distretto di Zag         | Заг         |
| Distretto di Žargalant   | Жаргалант   |
| Distretto di Žinst       | Жинст       |